# Мойковаць
Мо́йковаць (чорн. Мојковац/Mojkovac) — місто в Чорногорії, адміністративний центр муніципалітету. Населення — 10066 (2003).
| Чорногорія | Це незавершена стаття з географії Чорногорії. Ви можете допомогти проєкту, виправивши або дописавши її. |